# Claridade
Claridade va ser una revista literària nascuda el 1936 a la ciutat de Mindelo, a l'illa de São Vicente (Cap Verd). Formava part d'un moviment d'emancipacions culturals, socials i polítiques de la societat capverdiana. Els fundadors van ser Manuel Lopes, Baltasar Lopes da Silva —que va utilitzar el pseudònim poètic d'Osvaldo Alcântara— i Jorge Barbosa, nascuts a les illes de São Nicolau, Santiago i São Vicente, respectivament. La revista va seguir els passos dels escriptors neorealistes portuguesos, i va contribuir a construir la capverdianitat, una identitat cultural autònoma per a l'arxipèlag.
Claridade va revolucionar la literatura de Cap Verd. Va establir nous estàndards de l'estètica i el llenguatge literari, superant el conflicte entre el romanticisme portuguès —dominant durant el segle xix— i el nou realisme. Els seus fundadors pretenia alliberar els escriptors de Cap Verd dels cànons portuguesos, despertar la consciència col·lectiva de Cap Verd i recuperar elements culturals locals que sempre havien estat reprimits pel colonialisme portuguès, com el crioll capverdià.
El projecte era una cara de l'agitació política i ideològica que existia a Cap Verd en la dècada de 1930 durant el règim feixista de Salazar, causada per la misèria generalitzada i la mala administració colonial, i agreujada per les severes sequeres.
Els editors de Claridade van haver de bregar amb el sistema de censura colonial portuguesa i la vigilància de la PIDE (Policia Internacional i de Defensa de l'Estat). Les activitats subversives podien conduir a la tortura i a la presó política de Tarrafal, a l'illa de Santiago.
Els fundadors de Claridade havien considerat crear un diari, però el dipòsit requerit de 50 mil escuts portuguesos era excessiu per ells, i es va conformar amb una revista. El títol reflecteix l'esperança perquè la publicació es convertís en un "far" intel·lectual. La seva fundació es pot veure en el context del liberalisme del segle xix.

## Elements endògens i exògens
Abans de la fundació de Claridade, s'havien desenvolupat certs elements literaris i culturals tant dins com fora de Cap Verd que en certa manera van influencia directament o indirectament la revista. Com a factors endògens, destaquen:
- Durant la generació anterior a Claridade, més tard nomenada com a generació clàssicoromàntica, les tres figures literàries i culturals de Cap Verd, Eugénio Tavares, Pedro Cardoso i José Lopes, de les illes de Brava, Fogo i São Nicolau, respectivament, van contribuir en gran manera a la valoració del poble i la llengua de Cap Verd;
- La publicació del poemari Diário, d'António Pedro (1929);
- El discurs amagat entre els fundadors de Claridade;
- La publicació del llibre de Jorge Barbosa, Arquipélago (1935), va obrir la porta a la literatura moderna de Cap Verd i va demostrar un canvi complet en la retòrica i la poesia temàtica de Cap Verd.

En relació als elements exògens, es destaquen els següents:
- La presència personal d'alguns escriptors portuguesos a Cap Verd a finals de 1920 i principis de 1930, com Augusto Casimiro, António Pedro i José Osório de Oliveira
- la revista portuguesa Presença, publicada el 1927 a Coïmbra
- La literatura moderna brasilera i el realisme nord-oriental

## Història i continguts
Els articles de Claridade eren escrits en portuguès i crioll capverdià. Entre 1936 i 1960 van aparèixer nou números numerats. Es poden dividir en dos períodes diferents, amb un interval d'una dècada, a causa de les dificultats financeres i la dispersió dels membres del grup al llarg de les illes. Els tres primers números d'entre 1936 i 1937 van ser escrites gairebé exclusivament pels fundadors, mentre que els set restants, que es va publicar entre 1947 i 1960, van ser escrits principalment per Baltasar da Silva, ja que durant aquest període Jorge Barbosa estava inactiu a l'illa de Sal, i Manuel Lopes era a l'illa de Faial (Açores), on s'havia traslladat com a operador de Western Telegraph.
El primer número de Claridade va presentar tres poemes de tradició oral en crioll, Lantuna & 2 motivos de finaçom (finaçõm és un estil musical del tambor de l'illa de Santiago). El segon número tenia una morna (poema capverdià) anomenada "Vénus" de Francisco Xavier da Cruz of São Vicente, més conegut com a B. Leza, i altres articles literaris i culturals també en portuguès. Les edicions pendents, sobretot en llengua capverdiana, inclouen finaçom i batucu, el folklore poètic de Santiago, i les cançons d'Ana Procópio de l'illa de Fogo; el folklore novel·lístic de les illes de São Nicolau i Santo Antão; estudis etnogràfics dels pobles de Santiago i Fogo, i estudis sobre l'estructura social d'aquesta última illa i sobre l'originalitat humana de les altres illes.

## Col·laboradors
A més dels fundadors de Claridade, cal esmentar altres dos col·laboradors molt importants: el pintor i crític Jaime de Figueiredo i l'escriptor João Lopes, que van col·laborar de forma destacada en les primeres etapes de la revista. A més, al llarg de l'existència de Claridade altres escriptors bilingües van contribuir en gran manera al desenvolupament de la revista, en particular, i de la literatura moderna de Cap Verd en general. Van ser Pedro Corsino de Azevedo i José Osório de Oliveira en els primers números, i Henrique Teixeira de Sousa, Félix Monteiro, Nuno Miranda, Sergio Frusoni, Abílio Duarte Arnaldo França, Corsino Fortes, Tomás Martins, Virgílio Pires, Onésimo Silveira, Francisco Xavier da Cruz, Artur Augusto, Virgílio de Melo i Luís Romano de Madeira Melo, entre d'altres, en altres números publicats de la revista.

## Desenvolupament intel·lectual i sobirania nacional
La fundació de l'Escola Superior eclesiàstica i secular (Liceu-Seminário) de Ribeira Brava, a l'illa de São Nicolau, va ser un dels pilars fonamentals en el desenvolupament de la moderna literatura de Cap Verd. Anys més tard, es van fundar les escoles avançades de les ciutats de Mindelo i Praia, que a més de formar les classes dominants de l'administració de Cap Verd, van ser les responsables de crear els fonaments per les successives generacions d'intel·lectuals que han reaccionat contra la duresa del procés colonialista. Aquest procediment, llavors, va obrir la porta a la demanda política, de manera que la història de Cap Verd aconseguiria el seu apogeu amb la independència el 5 de juliol de 1975, i amb l'afirmació de la democràcia, el desenvolupament social i econòmic.

## Publicacions literàries
Claridade va influenciar la intel·lectualitat de Cap Verd i els vestigis d'aquest efecte es poden verificar en les obres publicades pels fundadors de Claridade, que milloren notablement la literatura de Cap Verd, com Chiquinho, Chuva Braba i Os Flagelados do Vento Leste. De la mateixa manera, la revista literària va semblar la llavor per a altres grans publicacions de Cap Verd, com per exemple, Certeza (1944), Suplemento Cultural (1958), Raízes (1977) i Ponto & Vírgula (1983), que va comptar amb brillants escriptors, com Gabriel Mariano, Ovídio Martins, Aguinaldo Fonseca, Terêncio Anahory, Yolanda Morazzo, Leão Lopes i Germano de Almeida.